# Raschelfutter
Ein Raschelfutter ist ein Hosentaschenfutter von hoher Festigkeit.
Der Stoff lässt sich preiswert herstellen. Er hat ein netzförmiges Aussehen. Meist ist er aus Polyamiden gefertigt. Die Herstellung im Kettenwirkverfahren geschieht auf Raschelmaschinen.